# Dipartimento del Tevere
Il dipartimento del Tevere fu un dipartimento della Repubblica Romana, esistito dal 1798 al 1799. Prendeva il nome dal fiume Tevere e aveva per capoluogo Roma.

## Territorio
Il dipartimento del Tevere insisteva sul Lazio centrale. Confinava a nord con il dipartimento del Cimino e il dipartimento del Clitunno, a est con il Regno di Napoli, a sud con il dipartimento del Circeo e a ovest con il mar Tirreno.

## Storia
Il dipartimento del Tevere si dissolse con il ritorno del governo pontificio nel 1799. Nel 1808, con l'avvento del Regno d'Italia napoleonico, l'articolazione amministrativa fu ricostituita con il medesimo nome ma entro confini notevolmente ampliati. Poco dopo assunse il nome di dipartimento di Roma.

## Suddivisione amministrativa
L'ultimo riparto amministrativo del Tevere, definito il 26 fiorile anno VI, prevedeva la suddivisione del dipartimento in 3 distretti e 10 cantoni.
| Dipartimento | Capoluogo | Distretto | Cantoni                                  |
| ------------ | --------- | --------- | ---------------------------------------- |
| Tevere       | Roma      | Roma      | Ostia, Roma                              |
| Tevere       | Roma      | Tivoli    | Monterotondo, Riofreddo, Subiaco, Tivoli |
| Tevere       | Roma      | Velletri  | Albano, Frascati, Palestrina, Velletri   |